# フェンサイクリジン
フェンサイクリジン（フェンシクリジン、英語: Phencyclidine、略称: PCP）は、ベンゼンとシクロヘキサンとピペリジンが結合したアリルシクロヘキシルアミン系の化合物である。静脈注射することによって作用を発揮する解離性麻酔薬であり、俗にエンジェルダストと呼ばれる。
近似の物質に麻酔薬のケタミンがある。フェンサイクリジンによる、暴力など興奮性の副作用のため、後にケタミンが開発されている。これら解離性麻酔薬は呼吸を抑制する副作用がない点では安全である。ケタミンとともに「クラブドラッグ」に分類される場合が多い。
向精神薬に関する条約のスケジュールIIに指定され、日本では麻薬及び向精神薬取締法の麻薬に指定されている。NMDA受容体拮抗剤に分類される。

## 歴史
1952年にアメリカ合衆国の製薬会社パーク・デービス社により麻酔薬として開発された。1963年に外科手術麻酔薬としてセルニールという名称で認可されたが、麻酔から覚醒する際に妄想や突発的な暴力などの副作用が起こることが判明したために1965年にはヒトへの使用が断念された。1967年から動物への麻酔薬としてセルニランという名称で販売されている。
後に、幻覚剤として乱用されるようになった。しばしば自分の肉体を離れるなど解離の感覚が生じる。乱用者の多くが統合失調症に類似した症状を呈するため、同障害のモデルとして使用されることがある。

## 薬理
NMDA受容体への結合親和性は、Ki=313nM。
ドーパミンD2受容体への結合親和性は、Ki=2.7nM。ヒトクローン化D2受容体への親和性を有する。D2(High)受容体パーシャルアゴニスト作用を有する。
本来、ドーパミン神経細胞に対するフェンサイクリジンの急性作用は抑制性であるが、フェンサイクリジンの慢性投与は興奮性に転換し、その作用は薬剤投与の中止後も長期間持続することが示されている。

## 乱用による症状
1978年の報告書では、外部刺激への感度、刺激、解離、高揚感、陶酔、鎮静、多幸感、知覚障害、不穏、見当識障害、不安、偏執病、過剰な興奮、易刺激性、錯乱、言語障害、構音障害、認知障害（持続的）、記憶障害（持続的）、吃音（約1年間）、自己表現困難（約1年間）、気分障害、うつ病、仕事や学校での能力低下、眼振、痙攣。同報告書では、大麻よりも強力で、LSDに匹敵すると言われている。
乱用者の多くが統合失調症の陽性症状と陰性症状に類似した症状を呈する。

## 研究用途
統合失調症様のモデル動物を作成する際に用いられる。